# Plan i program likovne umjetnosti za srednje škole
Plan i program likovne umjetnosti za srednje škole je kronološki razrađen obrazovni popis nastavnih jedinica koje se predaju u hrvatskim srednjim školama po razrednim godinama.
| Prvi razred 1. Likovna umjetnost 2. Tema i sadržaj (ikonografija i ikonologija) 3. Linija i crtež 1. crtačke tehnike 4. Grafika 5. Boje u prirodi i umjetnosti 6. Slikarstvo 1. slikarske tehnike 7. Perspektive 8. Kompozicija 9. Fotografija 10. Film 11. Kiparstvo 1. kiparske tehnike 12. Primijenjene umjetnosti 13. Dizajn 14. Arhitektura 1. konstrukcije 15. Urbanizam 16. Vizualne komunikacije 17. Muzeji i galerije 18. Povijest umjetnosti | Drugi razred 1. Prapovijesna umjetnost 1. Paleolitička umjetnost 2. Neolitička umjetnost 3. Umjetnost metalnog doba 4. Prapovijesna umjetnost u Hrvatskoj 2. Mezopotamska umjetnost 3. Staroegipatska umjetnost 4. Egejska umjetnost 5. Starogrčka umjetnost 1. Umjetnost arhajskog razdoblja 2. Umjetnost klasičnog razdoblja 3. Umjetnost helenističkog razdoblja 6. Starorimska umjetnost 1. Starorimska arhitektura 2. Starorimsko kiparstvo 3. Starorimsko slikarstvo 4. Ranokršćanska umjetnost 7. Antička umjetnost u Hrvatskoj 8. Bizantska umjetnost 9. Islamska umjetnost 10. Predromanika 1. Starohrvatska umjetnost 11. Umjetnost velikih civilizacija 1. Indijska umjetnost 2. Kineska umjetnost 3. Japanska umjetnost 4. Pretkolumbovska umjetnost 5. Afrička umjetnost | Treći razred 1. Romanika 1. Romanička arhitektura 2. Romaničko kiparstvo 3. Romaničko slikarstvo 4. Romanika u Hrvatskoj 2. Gotika 1. Gotička arhitektura 2. Gotičko kiparstvo 3. Gotičko slikarstvo 4. Gotika u Hrvatskoj 3. Renesansa 1. Rana renesansa 2. Visoka renesansa 3. Sjevernoeuropska renesansa 4. Renesansa u Hrvatskoj 4. Manirizam 5. Barok 1. Barokna arhitektura 2. Barokno kiparstvo 3. Barokno slikarstvo 6. Rokoko 1. Barok i rokoko u Hrvatskoj 7. Neoklasicizam 8. Romantizam 9. Realizam 10. Arhitektura industrijske revolucije i historicizam 11. Impresionizam 12. Postimpresionizam 13. Secesija 14. Umjetnost devetnaestog stoljeća u Hrvatskoj | Četvrti razred 1. Revolucija stilova 1. Fovizam i ekspresionizam (Die Brücke, Plavi jahač, Nova stvarnost) 2. Kubizam, orfizam i futurizam (vorticizam) 3. Apstraktna umjetnost (De Stijl, suprematizam, Bauhaus) 2. Umjetnost između dva svjetska rata 1. Dadaizam 2. Nadrealizam 3. Angažirana umjetnost 3. Kiparstvo prve polovice 20. stoljeća 1. Konstruktivizam 4. Umjetnička fotografija 20. stoljeća 5. Film 6. Dizajn 7. Moderna arhitektura 8. Hrvatska moderna likovna umjetnost 9. Slikarstvo druge polovice 20. stoljeća 1. Apstraktni ekspresionizam 2. Pop art 3. Fotorealizam 10. Kiparstvo druge polovice 20. stoljeća 1. Kinetička umjetnost 2. Land art 11. Urbanizam 20. stoljeća 12. Hrvatska suvremena umjetnost 13. Suvremene tendencije u umjetnosti 1. Konceptualna umjetnost 2. Happening 3. Video umjetnost 14. Postmoderna (Postmoderna arhitektura) |